# Епањак Сент Елали
Епањак Сент Елали (фр. Espagnac-Sainte-Eulalie) насеље је и општина у јужној Француској у региону Миди Пирене, у департману Лот која припада префектури Фижак.
По подацима из 2011. године у општини је живело 88 становника, а густина насељености је износила 9,03 становника/km². Општина се простире на површини од 9,75 km². Налази се на средњој надморској висини од 180 метара (максималној 426 m, а минималној 161 m).

## Демографија
| 1962. | 1968. | 1975. | 1982. | 1990. | 1999. | 2011. |
| ----- | ----- | ----- | ----- | ----- | ----- | ----- |
| 67    | 82    | 67    | 77    | 68    | 73    | 88    |

График промене броја становника у току последњих година